# Gómez Velázquez de Cuéllar
Gómez Velázquez de Cuéllar y Tapia (n. Cuéllar, siglo XVI) fue un noble y militar español.

## Biografía
Nació en la villa segoviana de Cuéllar, siendo hijo de Fortuño Velázquez de Gijón, y de Juana de Tapia. 
Fue nombrado caballero de la Orden de Santiago en 1562, y fue comendador de la cámara de los privilegios y de Pozorrubio en dicha Orden y de Villarrubia desde 1603. Y también fue el visitador de la provincia de Castilla en la Orden de Santiago.
Fue caballerizo de la reina Ana de Austria, cuarta mujer de Felipe II de España, de sus hijas las infantas Isabel Clara Eugenia y Catalina Micaela de Austria, y después de la reina Margarita de Austria-Estiria, mujer de Felipe III de España.